# Becke (Gummersbach)
Becke ist ein Ortsteil von Gummersbach im Oberbergischen Kreis im südlichen Nordrhein-Westfalen, Deutschland.

## Geographie
Südwestlich des Unnenberg-Massivs breitet sich Becke im ab hier weiter werdenden Tal des gleichnamigen Nebenflusses der Agger aus. Der Ort liegt an der L 323, die von Gummersbach nach Meinerzhagen führt. Im Zentrum zweigt die Kreisstraße 46 (K46) in Richtung Niedernhagen ab.

## Geschichte
Johann Dietrich von Steinen berichtete im 18. Jahrhundert von zwei Stabhämmern am Bach.
Die Bäckerei Lenz diente auch als Wirtschaft und Poststation. Die Postkutsche verkehrte bis 1926.

## Kultur

### Bildung
Die in Becke bestehende Gemeinschaftsgrundschule betreut Schüler der umliegenden Ortsteile.

### Vereine
- Der Becketaler Turnverein 1907 e. V. ist als gemischter Sportverein über die Ortsteilgrenzen aktiv. Von Aerobic über Kinderturnen, Lauftreff und Tennis bis zu Volleyball und Wandern besteht ein vielfältiges Angebot. Insbesondere in der Abteilung Taekwondo ist der Verein überregional erfolgreich.
- Der hier ansässige DRK-Ortsverein Gummersbach-Bergneustadt e. V. ist zuständig für die Städte Gummersbach (allerdings ohne Derschlag) und Bergneustadt.

## Verkehr
Die Haltestelle von Becke wird über die Buslinie 318 (Gummersbach - (Niedernhagen -) Lieberhausen / Piene / Pernze) angeschlossen.